# Aisling

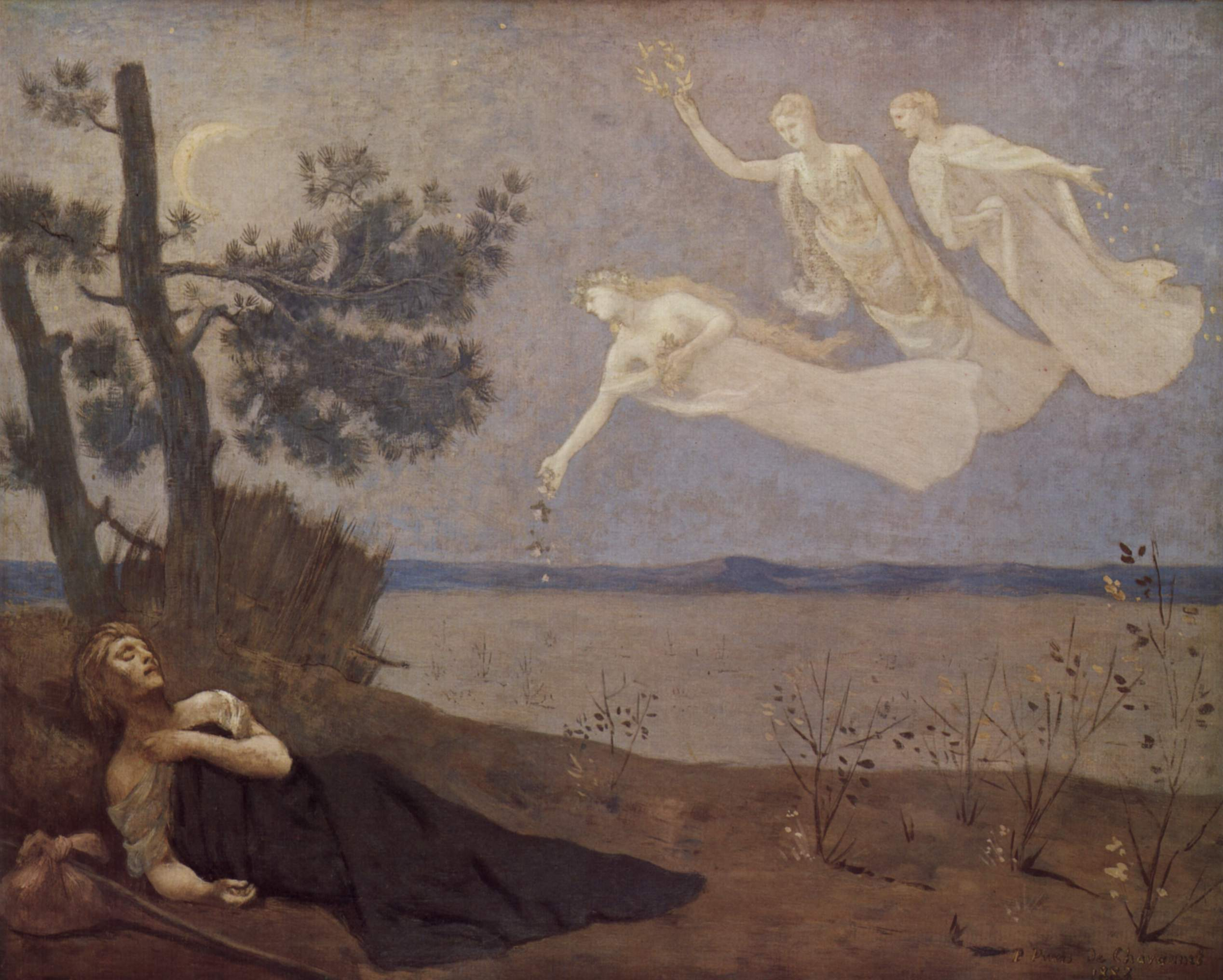
Pierre Puvis de Chavannes : Le rêve, 1883

L'aisling (/ˈaʃlʲɪŋ/, pluriel aislingí) est un genre poétique qui s'est développé durant les XVIIe et XVIIIe siècles dans la poésie irlandaise de langue irlandaise. 
Au sens premier, une aisling (le nom est féminin en irlandais et en gaélique écossais) est une vision ou un rêve, mais en irlandais, le mot possède aussi le sens dérivé de « poème allégorique ». 
Le chant irlandais On Raglan Road s'inspire de la vieille aisling irlandaise Fáinne geal an lae.

## Présentation
Dans une vision, l'île d'Irlande apparaît au poète sous la forme d'une femme, tantôt jeune et belle, tantôt vieille et hagarde. Cette figure féminine est souvent appelée dans les poèmes An Spéirbhean, « la femme céleste ». Elle se lamente sur l'état actuel du peuple irlandais, mais prédit un imminent renouveau de son destin, lié habituellement au retour du prétendant des Stuart sur le trône d'Angleterre.
[...]
Au nom du roi fidèle, qui bientôt reviendra
Pour régner et défendre le triple royaume à jamais.
Je m'éveillai, doucement, soudainement, de mon rêve,
Croyant aux bonnes nouvelles qu'Aoibhill m'assurait être vraies,
[...]
Aogán Ó Rathaille, An Aisling
L'aisling est un genre poétique dérivé de la chanson de geste médiévale : d'après Bernard O’Donoghue, l'aisling est un genre poétique qui découle directement des chansons médiévales des bardes gaels, et s'apparente à La Chanson de Roland, au Roman de la rose ou encore à La Divine Comédie. Ainsi, elle est comparable à la reverdie française, dans laquelle le poète rencontre une belle femme, surnaturelle, qui symbolise le retour du printemps, la munificence de la nature et l'amour.
Aogán Ó Rathaille (1675–1729) est souvent considéré comme le premier et le plus grand des auteurs d'aislingí. Dans The Hidden Ireland (1924), le politicien et essayiste irlandais Daniel Corkery l'avait surnommé le « Dante de Munster ».
Son poème Mac an Cheannaí (Le fils du rédempteur) commence ainsi :
Aisling ghéar do dhearcas féin
ar leaba ‘s mé go lagbhríoch
an ainnir shéimh darbh ainm Éire
ag teacht im ghaor ar marcaíocht
a súile glas, a cúl tiubh casta
a com ba gheal ‘s a mailí
dá mhaíomh go raibh ag tíocht ‘na gar
a diogras, Mac an Cheannaí
[...]
J'eus une amère vision,
alors que je reposais las dans mon lit :
une légère jeune fille dont le nom était Éire,
venait vers moi en glissant,
avec ses yeux verts, ses cheveux bouclés et épais,
la taille et le front bien faits,
déclarant qu'il arrivait,
son bien-aimé, le fils du Rédempteur.
[...]
Sous la plume de Rathaille, la vision fut un puissant moyen d'écriture politique. Mais au XVIIIe siècle, cette forme se vida de sens, et devint un objet de plaisanterie. Vers la fin de ce siècle, le poète du Munster, Brian Merriman, parodia le genre « vision » dans son chef-d'œuvre comique  Cúirt An Mheán Óiche (Le Tribunal de minuit), qui commence comme un poème de vision classique, puis qui diverge sur des questions de sexualité et de célibat des prêtres.
Un exemple célèbre de poésie de vision est la chanson Róisín Dubh (Petite rose noire), écrite au XVIe siècle.

## Source
- (en) Cet article est partiellement ou en totalité issu de l’article de Wikipédia en anglais intitulé « Aisling » (voir la liste des auteurs).